# Night Moves
Night Moves es una película de drama de 2013 dirigida por Kelly Reichardt y escrita por Kelly Reichardt y Jonathan Raymond. Fue estrenada en la sección principal de la competencia del Festival Internacional de Cine de Venecia de 2013 y en el Festival Internacional de Cine de Toronto de 2013. La película es protagonizada por Dakota Fanning, Jesse Eisenberg, Peter Sarsgaard, Alia Shawkat y James LeGros.

## Sinopsis
Tres activistas (Jesse Eisenberg, Dakota Fanning, y Peter Sarsgaard) conspiran para explotar una presa.

## Reparto
- Jesse Eisenberg como Josh.
- Dakota Fanning como Dena.
- Peter Sarsgaard como Harmon.
- Alia Shawkat como Surprise.
- Logan Miller como Dylan.
- Kai Lennox como Sean.
- Katherine Waterston como Anne.
- James LeGros como Feed Factory Clerk.
- Autumn Nidalmia como Mable.
- Barry Del Sherman como Corser.
- Clara Mamet como Cineasta activista.
- Matt Malloy como Dueño del barco.
- Nate Mooney como Conductor con un neumático pinchado.
- Bart McCarthy como Granjero #1.
- Griffin Newman como Middle Manager.
- Kaiti Zemet como Empleado de tienda de deportes.
- Matthew Joel Flood como Good Looking Guy on a Date (no acreditado).

## Realización
La película se comenzó a filmar el 31 de agosto de 2011.

## Recepción
La noche se mueve recibió críticas profesionales positivas, que ocupa actualmente un 86% "certificado fresca" Nota sobre la revisión del sitio web agregador Rotten Tomatoes basado en 132 comentarios de los críticos, y un 42% de valoración de la audiéncia. Los estados de consenso: "Un thriller de forma exclusiva en los personajes con un reparto compuesto finamente y una dirección sobresaliente de Kelly Reichardt, La noche se mueve refuerza sus temas a la reflexión con el drama convincente." En Metacritic, basado en 36 críticos, la película tiene una calificación de 75/100 por parte de los críticos, y un 7/10 por parte de los usuários, que significa "críticas generalmente favorables".

## Controversia
Edward R. Pressman presentó una demanda en septiembre de 2012, exigiendo que cese la filmación debido a demasiadas similitudes con la novela de Edward Abbey The Monkey Wrench Gang, previsto para ser adaptado en una película autorizada por Henry Joost y Ariel Schulman. La demanda cargada:. "A modo de ejemplo, las dos obras cuentan con la orientación de una presa para su destrucción por medio de amonio barcos fertilizantes cargado en la novela, el principal fabricante de bombas es un veterano de la cerveza de alto consumo que sirvieron en el extranjero como una boina verde, donde adquirió sus conocimientos de explosivos. el fabricante de bombas en la noche se mueve es un veterano de la cerveza de alto consumo que sirvió en el extranjero como un infante de marina de Estados Unidos, donde adquirió sus conocimientos de explosivos. Tanto la novela y la noche se mueve también cuentan con un 20 mujeres algo que comienza como un compañero de otro miembro del grupo, pero se desarrolla una relación sexual con el veterano de fabricación de bombas, a pesar de sus objeciones iniciales a su participación en actividades ilegales del grupo".